# Любинское городское поселение
Любинское городско́е поселе́ние — муниципальное образование в Любинском районе Омской области Российской Федерации.
Административный центр — рабочий посёлок Любинский.

## История
Статус и границы городского поселения установлены Законом Омской области от 30 июля 2004 года № 548-ОЗ «О границах и статусе муниципальных образований Омской области».

## Население
| 2010    | 2011    | 2012    | 2013    | 2014    | 2015    | 2016    |
| ------- | ------- | ------- | ------- | ------- | ------- | ------- |
| 10 261  | ↘10 255 | ↘10 187 | ↗10 308 | ↗10 327 | ↗10 416 | ↗10 468 |
| 2017    | 2018    | 2019    | 2020    | 2021    | 2023    |         |
| ↘10 466 | ↘10 407 | ↗10 420 | ↘10 366 | ↗10 823 | ↗10 913 |         |

## Состав городского поселения
| № | Населённый пункт | Тип населённого пункта                  | Население |
| - | ---------------- | --------------------------------------- | --------- |
| 1 | Восточный        | посёлок                                 | →20       |
| 2 | Любинский        | рабочий посёлок, административный центр | ↘10 845   |